# Masquerade (serie televisiva)
Masquerade  è una serie televisiva statunitense in 13 episodi trasmessi per la prima volta nel corso di una sola stagione dal 1983 al 1984.
Considerato un amalgama di Missione Impossibile e Love Boat, la serie vede Rod Taylor nel ruolo di Mr. Lavender, il leader di "Operation Masquerade", un ramo top-secret  della intelligence statunitense che conduce missioni usando civili ordinari, reclutandoli per il loro anonimato e per le loro competenze specialistiche. Lo assistono due agenti sul campo, Casey Collins (Kirstie Alley) e Danny Doyle (Greg Evigan), nel reclutamento delle spie dilettanti.
La serie debuttò sulla ABC con un film pilota di 90 minuti il 15 dicembre 1983; dopo altri dodici episodi fu poi cancellata. Fu la prima serie televisiva interpretata da Kirstie Alley dopo il suo debutto in Star Trek II: L'ira di Khan dell'anno precedente.

## Personaggi
- Mr. Lavender (13 episodi, 1983-1984), interpretato da	Rod Taylor.
- Casey Collins (13 episodi, 1983-1984), interpretata da	Kirstie Alley.
- Danny Doyle (13 episodi, 1983-1984), interpretato da	Greg Evigan.

## Produzione
La serie, ideata da Glen A. Larson, fu prodotta da 20th Century Fox Television e Glen A. Larson Productions e girata negli studios della 20th Century Fox a Los Angeles in California. Le musiche furono composte da Stu Phillips e Marcia Waldorf, la canzone del tema fu interpretata da Crystal Gayle.

### Registi
Tra i registi della serie sono accreditati:
- Peter Crane (3 episodi, 1983-1984)
- Phil Bondelli (2 episodi, 1984)
- Sidney Hayers (2 episodi, 1984)

## Distribuzione
La serie fu trasmessa negli Stati Uniti dal 1983 al 1984 sulla rete televisiva ABC. In Italia è stata trasmessa su Canale 5 con il titolo Masquerade.
Alcune delle uscite internazionali sono state:
- negli Stati Uniti il 15 dicembre 1983 (Masquerade)
- in Spagna (Mascarada)
- in Germania Ovest (Operation: Maskerade)
- in Italia (Masquerade)

## Episodi
| Stagione       | Episodi | Prima TV USA |
| -------------- | ------- | ------------ |
| Prima stagione | 13      | 1983-1984    |